# Eparchie della chiesa ortodossa russa
Questa è una lista delle metropolie ed eparchie della chiesa ortodossa russa.

## Eparchie e metropolie in Russia
Il territorio della Federazione russa è suddiviso in oltre 200 eparchie, la maggior parte delle quali raggruppate in metropolie, il cui statuto è stabilito dal cap. XV della Carta della Chiesa ortodossa russa.. Sono 62 le metropolie della Chiesa ortodossa in Russia. Una ventina di eparchie non dipendono da alcuna metropolia, ma sono direttamente soggette al patriarca di Mosca.

Organizzazione della chiesa ortodossa russa all'8 giugno 2012. Questa mappa non tiene conto delle numerose modifiche apportate in seguito all'organizzazione della Chiesa ortodossa russa e delle nuove eparchie erette dopo il 2012.

### Eparchie
Sede propria del patriarca della Chiesa ortodossa russa e perciò indipendente e separata dalla metropolia omonima:
- Eparchia di Mosca

Eparchie non dipendenti da alcuna metropolia, ma direttamente soggette al patriarca:
- Eparchia di Abakan
- Eparchia di Anadyr'
- Eparchia di Birobidžan
- Eparchia di Blagoveščensk
- Eparchia di Vladikavkaz
- Eparchia di Gorno-Altajsk
- Eparchia di Kyzyl
- Eparchia di Magadan
- Eparchia di Majkop
- Eparchia di Machačkala
- Eparchia di Groznyj
- Eparchia di Petropavlovsk-Kamčatskij
- Eparchia di Pjatigorsk
- Eparchia di Salechard
- Eparchia di Ėlista
- Eparchia di Južno-Sachalinsk
- Eparchia di Jakutsk

### Metropolie

#### Metropolie del circondario federale nordoccidentale

Localizzazione del circondario federale nordoccidentale.

- Metropolia di Arcangelo, comprende 4 eparchie nell'oblast' di Arcangelo:[4]
  - Eparchia di Arcangelo
  - Eparchia di Kotlas
  - Eparchia di Nar'jan-Mar
  - Eparchia di Pleseck
- Metropolia di Vologda, comprende 3 eparchie nell'oblast' di Vologda:[5]
  - Eparchia di Vologda
  - Eparchia di Velikij Ustjug
  - Eparchia di Čerepovec
- Metropolia di Kaliningrad, comprende 2 eparchie nell'oblast' di Kaliningrad:[6]
  - Eparchia di Kaliningrad
  - Eparchia di Černjachovsk
- Metropolia della Carelia, comprende 2 eparchie nella Repubblica di Carelia:[7]
  - Eparchia di Petrozavodsk
  - Eparchia di Kostomukša
- Metropolia di Murmansk, comprende 2 eparchie nell'oblast' di Murmansk:[8]
  - Eparchia di Murmansk
  - Eparchia di Severomorsk
- Metropolia di Novgorod, comprende 2 eparchie nell'oblast' di Novgorod:[9]
  - Eparchia di Novgorod
  - Eparchia di Boroviči
- Metropolia di Pskov, comprende 2 eparchie nell'oblast' di Pskov:[10]
  - Eparchia di Pskov
  - Eparchia di Velikie Luki
- Metropolia di San Pietroburgo, comprende 4 eparchie nell'oblast' di Leningrado:[11]
  - Eparchia di San Pietroburgo
  - Eparchia di Vyborg
  - Eparchia di Gatčina
  - Eparchia di Tichvin
- Metropolia di Syktyvkar, comprende 2 eparchie nella repubblica dei Komi:[12]
  - Eparchia di Syktyvkar
  - Eparchia di Vorkuta

#### Metropolie del circondario federale centrale

Localizzazione del circondario federale centrale.

- Metropolia di Belgorod, comprende 3 eparchie nell'Oblast' di Belgorod:[13]
  - Eparchia di Belgorod
  - Eparchia di Valujki
  - Eparchia di Gubkin
- Metropolia di Brjansk, comprende 2 eparchie nell'Oblast' di Brjansk:[14]
  - Eparchia di Brjansk
  - Eparchia di Klincy
- Metropolia di Vladimir, comprende 3 eparchie nell'Oblast' di Vladimir:[15]
  - Eparchia di Vladimir
  - Eparchia di Aleksandrov
  - Eparchia di Murom
- Metropolia di Voronež, comprende 3 eparchie nell'Oblast' di Voronež:[16]
  - Eparchia di Voronež
  - Eparchia di Borisoglebsk
  - Eparchia di Rossoš'
- Metropolia di Ivanovo, comprende 3 eparchie nell'Oblast' di Ivanovo:[17]
  - Eparchia di Ivanovo-Voznesensk
  - Eparchia di Kinešma
  - Eparchia di Šuja
- Metropolia di Kaluga, comprende 3 eparchie nell'Oblast' di Kaluga:[18]
  - Eparchia di Kaluga
  - Eparchia di Kozel'sk
  - Eparchia di Pesočnja
- Metropolia di Kostroma, comprende 2 eparchie nell'Oblast' di Kostroma:[19]
  - Eparchia di Kostroma
  - Eparchia di Galič
- Metropolia di Kursk, comprende 3 eparchie nell'Oblast' di Kursk:[20]
  - Eparchia di Kursk
  - Eparchia di Železnogorsk
  - Eparchia di Ščigry
- Metropolia di Lipeck, comprende 2 eparchie nell'Oblast' di Lipeck:[21]
  - Eparchia di Lipeck
  - Eparchia di Elec
- Metropolia di Mosca, comprende 5 eparchie nell'Oblast' di Mosca:[22]
  - Eparchia di Kolomna
  - Eparchia di Balašicha
  - Eparchia di Odincovo
  - Eparchia di Podol'sk
  - Eparchia di Sergiev Posad
- Metropolia di Orël, comprende 2 eparchie nell'Oblast' di Orël:[23]
  - Eparchia di Orël
  - Eparchia di Livny
- Metropolia di Rjazan', comprende 3 eparchie nell'Oblast' di Rjazan':[24]
  - Eparchia di Rjazan'
  - Eparchia di Kasimov
  - Eparchia di Skopin
- Metropolia di Smolensk, comprende 3 eparchie nell'Oblast' di Smolensk:[25]
  - Eparchia di Smolensk
  - Eparchia di Vjaz'ma
  - Eparchia di Roslavl'
- Metropolia di Tambov, comprende 3 eparchie nell'Oblast' di Tambov:[26]
  - Eparchia di Tambov
  - Eparchia di Mičurinsk
  - Eparchia di Uvarovo
- Metropolia di Tver', comprende 3 eparchie nell'oblast' di Tver':[27]
  - Eparchia di Tver'
  - Eparchia di Bežeck
  - Eparchia di Ržev
- Metropolia di Tula, comprende 2 eparchie nell'oblast' di Tula:[28]
  - Eparchia di Tula
  - Eparchia di Belëv
- Metropolia di Jaroslavl', comprende 3 eparchie nell'oblast' di Jaroslavl':[29]
  - Eparchia di Jaroslavl'
  - Eparchia di Rybinsk
  - Eparchia di Pereslavl'

#### Metropolie del circondario federale meridionale

Localizzazione del circondario federale meridionale.

- Metropolia di Astrachan', comprende 2 eparchie nell'oblast' di Astrachan':[30]
  - Eparchia di Astrachan'
  - Eparchia di Achtubinsk
- Metropolia di Volgograd, comprende 3 eparchie nell'oblast' di Volgograd:[31]
  - Eparchia di Volgograd
  - Eparchia di Kalač
  - Eparchia di Urjupinsk
- Metropolia del Don, comprende 3 eparchie nell'oblast' di Rostov:[32]
  - Eparchia di Rostov
  - Eparchia di Volgodonsk
  - Eparchia di Šachty
- Metropolia del Kuban', comprende 6 eparchie nel Territorio di Krasnodar:[33]
  - Eparchia di Ekaterinodar
  - Eparchia di Armavir
  - Eparchia di Ejsk
  - Eparchia di Novorossijsk
  - Eparchia di Soči
  - Eparchia di Tichoreck
- Metropolia della Crimea, comprende 3 eparchie nel Repubblica di Crimea:[34]
  - Eparchia di Sinferopoli e Crimea
  - Eparchia di Džankoj
  - Eparchia di Feodosia

#### Metropolie del circondario federale del Caucaso settentrionale

Localizzazione del circondario federale del Caucaso settentrionale.

- Metropolia di Stavropol', comprende 2 eparchie e parte di una terza nel Territorio di Stavropol':[35]
  - Eparchia di Stavropol'
  - Eparchia di Georgievsk
  - i decanati dell'eparchia di Pjatigorsk che si trovano nel Territorio di Stavropol'

#### Metropolie del circondario federale del Volga

Localizzazione del circondario federale del Volga.

- Metropolia della Baschiria, comprende 4 eparchie nella Baschiria:[36]
  - Eparchia di Ufa
  - Eparchia di Birsk
  - Eparchia di Neftekamsk
  - Eparchia di Salavat
- Metropolia di Vjatka, comprende 3 eparchie nell'Oblast' di Kirov:[37]
  - Eparchia di Vjatka
  - Eparchia di Uržum
  - Eparchia di Jaransk
- Metropolia dei Mari, comprende 2 eparchie nella Repubblica dei Mari:[38]
  - Eparchia di Joškar-Ola
  - Eparchia di Volžsk
- Metropolia di Mordovia, comprende 3 eparchie nella Repubblica di Mordovia:[39]
  - Eparchia di Saransk
  - Eparchia di Ardatov
  - Eparchia di Krasnoslobodsk
- Metropolia di Nižnij Novgorod, comprende 4 eparchie nell'Oblast' di Nižnij Novgorod:[40]
  - Eparchia di Nižnij Novgorod
  - Eparchia di Vyksa
  - Eparchia di Gorodec
  - Eparchia di Lyskovo
- Metropolia di Orenburg, comprende 3 eparchie nell'Oblast' di Orenburg:[41]
  - Eparchia di Orenburg
  - Eparchia di Buzuluk
  - Eparchia di Orsk
- Metropolia di Penza, comprende 3 eparchie nell'Oblast' di Penza:[42]
  - Eparchia di Penza
  - Eparchia di Kuzneck
  - Eparchia di Serdobsk
- Metropolia di Perm', comprende 3 eparchie nel Territorio di Perm':[43]
  - Eparchia di Perm'
  - Eparchia di Kudymkar
  - Eparchia di Solikamsk
- Metropolia di Samara, comprende 5 eparchie nell'Oblast' di Samara:[44]
  - Eparchia di Samara
  - Eparchia di Kinel'
  - Eparchia di Otradnyj
  - Eparchia di Syzran'
  - Eparchia di Togliatti
- Metropolia di Saratov, comprende 4 eparchie nell'Oblast' di Saratov:[45]
  - Eparchia di Saratov
  - Eparchia di Balakovo
  - Eparchia di Balašov
  - Eparchia di Pokrovsk
- Metropolia di Simbirsk, comprende 3 eparchie nell'Oblast' di Ul'janovsk:[46]
  - Eparchia di Simbirsk
  - Eparchia di Baryš
  - Eparchia di Melekes
- Metropolia del Tatarstan, comprende 4 eparchie nella Repubblica del Tatarstan:[47]
  - Eparchia di Kazan'
  - Eparchia di Al'met'evsk
  - Eparchia di Čistopol'
  - Eparchia di Naberežnye Čelny
- Metropolia dell'Udmurtia, comprende 3 eparchie nella Repubblica di Udmurtia:[48]
  - Eparchia di Iževsk
  - Eparchia di Glazov
  - Eparchia di Sarapul
- Metropolia della Ciuvascia, comprende 3 eparchie nella Repubblica Ciuvascia:[49]
  - Eparchia di Čeboksary
  - Eparchia di Alatyr'
  - Eparchia di Kanaš

#### Metropolie del circondario federale degli Urali

Localizzazione del circondario federale degli Urali.

- Metropolia di Ekaterinburg, comprende 5 eparchie nell'oblast' di Sverdlovsk:[50]
  - Eparchia di Ekaterinburg
  - Eparchia di Alapaevsk
  - Eparchia di Kamensk-Ural'skij
  - Eparchia di Nižnij Tagil
  - Eparchia di Serov
- Metropolia di Kurgan, comprende 2 eparchie nell'oblast' di Kurgan:[51]
  - Eparchia di Kurgan
  - Eparchia di Šadrinsk
- Metropolia di Tobol'sk, comprende 2 eparchie nell'oblast' di Tjumen':[52]
  - Eparchia di Tobol'sk
  - Eparchia di Išim
- Metropolia di Chanty-Mansijsk, comprende 2 eparchie nel circondario autonomo degli Chanty-Mansi-Jugra:[53]
  - Eparchia di Chanty-Mansijsk
  - Eparchia di Jugorsk
- Metropolia di Čeljabinsk, comprende 4 eparchie nell'oblast' di Čeljabinsk:[54]
  - Eparchia di Čeljabinsk
  - Eparchia di Magnitogorsk
  - Eparchia di Troick
  - Eparchia di Zlatoust

#### Metropolie del circondario federale della Siberia

Localizzazione del circondario federale della Siberia.

- Metropolia dell'Altaj, comprende 4 eparchie nel territorio dell'Altaj:[55]
  - Eparchia di Barnaul
  - Eparchia di Bijsk
  - Eparchia di Rubcovsk
  - Eparchia di Slavgorod
- Metropolia di Irkutsk, comprende 3 eparchie nell'oblast' di Irkutsk:[56]
  - Eparchia di Irkutsk
  - Eparchia di Bratsk
  - Eparchia di Sajansk
- Metropolia di Krasnojarsk, comprende 5 eparchie nel territorio di Krasnojarsk:[57]
  - Eparchia di Krasnojarsk
  - Eparchia di Enisejsk
  - Eparchia di Kansk
  - Eparchia di Minusinsk
  - Eparchia di Noril'sk
- Metropolia del Kuzbass, comprende 3 eparchie nell'Oblast' di Kemerovo:[58]
  - Eparchia di Kemerovo
  - Eparchia di Mariinsk
  - Eparchia di Novokuzneck
- Metropolia di Novosibirsk, comprende 4 eparchie nell'Oblast' di Novosibirsk:[59]
  - Eparchia di Novosibirsk
  - Eparchia di Iskitim
  - Eparchia di Karasuk
  - Eparchia di Kainsk
- Metropolia di Omsk, comprende 4 eparchie nell'Oblast' di Omsk:[60]
  - Eparchia di Omsk
  - Eparchia di Isil'kul'
  - Eparchia di Kalačinsk
  - Eparchia di Tara
- Metropolia di Tomsk, comprende 2 eparchie nell'Oblast' di Tomsk:[61]
  - Eparchia di Tomsk
  - Eparchia di Kolpaševo

#### Metropolie del circondario federale dell'Estremo Oriente

Localizzazione del circondario federale dell'Estremo Oriente.

- Metropolia della Buriazia, comprende 2 eparchie nella Buriazia:[62]
  - Eparchia di Ulan-Udė
  - Eparchia di Severobajkal'sk
- Metropolia della Transbajkalia, comprende 2 eparchie nel Territorio della Transbajkalia:[63]
  - Eparchia di Čita
  - Eparchia di Nerčinsk
- Metropolia del Priamur'e, comprende 4 eparchie nel Territorio di Chabarovsk:[64]
  - Eparchia di Chabarovsk
  - Eparchia dell'Amur
  - Eparchia di Vanino
  - Eparchia di Nikolaevsk-na-Amure
- Metropolia del Litorale, comprende 3 eparchie nel Territorio del Litorale:[65]
  - Eparchia di Vladivostok
  - Eparchia di Arsen'ev
  - Eparchia di Nachodka

## Eparchie all'estero
Eparchie non dipendenti da alcuna suddivisione canonica intermedia, ma direttamente soggette all'autorità del patriarca di Mosca:
- Eparchia di Argentina e Sudamerica
- Eparchia di Baku e dell'Azerbaigian
- Eparchia di Berlino e Germania
- Eparchia di Budapest e Ungheria
- Eparchia di Vienna e Austria
- Eparchia di Vilnius e Lituania
- Eparchia di Erevan e Armenia
- Arcieparchia delle parrocchie di tradizione russa dell'Europa occidentale
- Eparchia di Roven'ky[66]
- Eparchia di Berdjans'k[67]

## Distretti metropolitani
Sono 2 i distretti metropolitani del patriarcato di Mosca.

### Distretto metropolitano del Kazakistan
Il distretto metropolitano del Kazakistan comprende 10 eparchie:
- Eparchia di Astana
- Eparchia di Oral
- Eparchia di Karaganda
- Eparchia di Kökšetau
- Eparchia di Qostanaj
- Eparchia di Pavlodar
- Eparchia di Petropavl-Bulayevo
- Eparchia di Aqtöbe
- Eparchia di Öskemen
- Eparchia di Şımkent e Taraz

### Distretto metropolitano dell'Asia centrale
Il distretto metropolitano dell'Asia centrale comprende 3 eparchie e 1 decanato patriarcale.
- Eparchia di Tashkent
- Eparchia di Biškek
- Eparchia di Dušanbe
- Decanato patriarcale del Turkmenistan

## Esarcati patriarcali
Sono 4 gli esarcati dipendenti del patriarcato di Mosca.

### Esarcato bielorusso del Patriarcato di Mosca

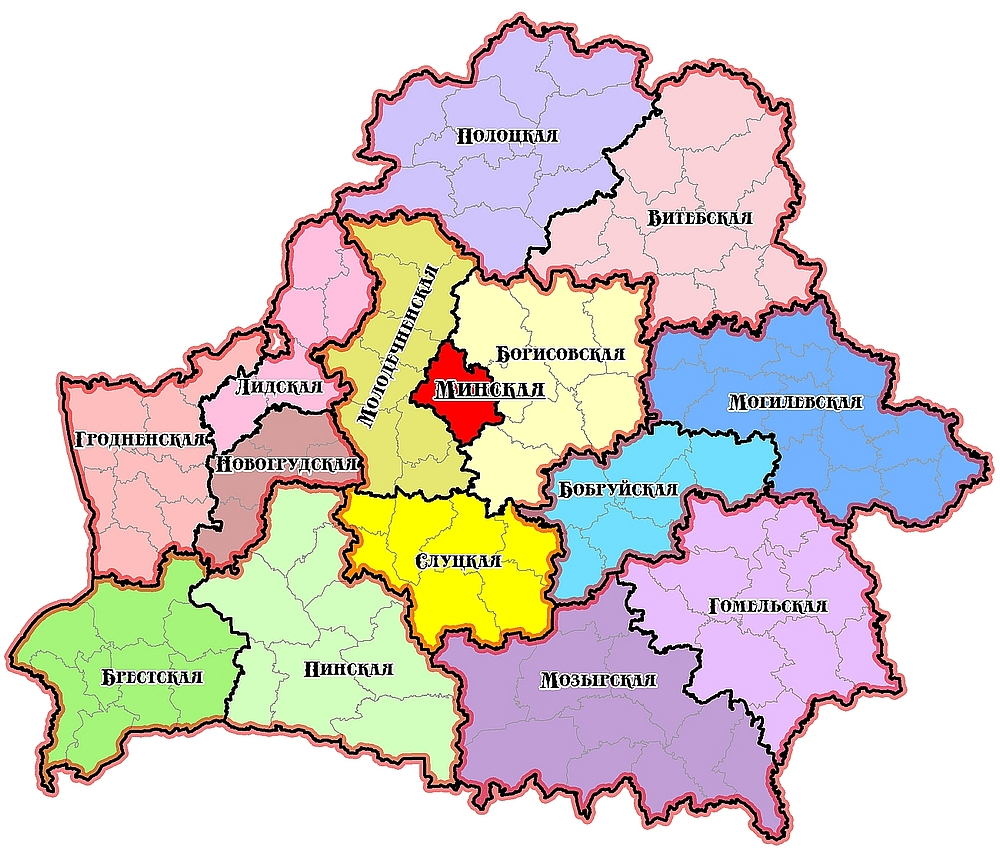
Mappa delle eparchie ortodosse bielorusse.

La Chiesa ortodossa bielorussa (ufficialmente: Esarcato bielorusso del Patriarcato di Mosca, in russo Белорусский экзархат Московского Патриархата?) comprende 15 eparchie:
- Metropolia di Minsk:
  - Eparchia di Minsk
  - Eparchia di Barysaŭ
  - Eparchia di Maladzečna
  - Eparchia di Sluck
- Eparchia di Babrujsk
- Eparchia di Brėst
- Eparchia di Vicebsk
- Eparchia di Homel'
- Eparchia di Hrodna
- Eparchia di Lida
- Eparchia di Mahilëŭ
- Eparchia di Navahrudak
- Eparchia di Pinsk
- Eparchia di Polack
- Eparchia di Turaŭ

### Esarcato patriarcale dell'Europa occidentale
L'Esarcato patriarcale dell'Europa occidentale (in russo Патриарший экзархат Западной Европы?) comprende 5 eparchie.
- Eparchia di Korsun
- Eparchia di Surozh
- Eparchia di Bruxelles e del Belgio
- Eparchia dell'Aia e dei Paesi Bassi
- Eparchia di Spagna e Portogallo

Le parrocchie ortodosse in Italia costituiscono una entità ecclesiastica separata, denominata Parrocchie del Patriarcato di Mosca nella Repubblica Italiana (in russo Приходы Московского Патриархата в Итальянской Республике?), oppure Decanato delle parrocchie patriarcali in Italia (in russo Благочиние патриарших приходов в Италии?).

### Esarcato patriarcale del sud-est asiatico
L'esarcato patriarcale del sud-est asiatico (in russo Патриарший экзархат Юго-Восточной Азии?) comprende 4 eparchie.
- Eparchia di Singapore
- Eparchia di Corea
- Eparchia di Thailandia
- Eparchia delle Filippine e Vietnam

### Esarcato patriarcale d'Africa
L'esarcato patriarcale d'Africa (in russo Патриарший экзархат Африки?) comprende 2 eparchie.
- Eparchia dell'Africa settentrionale
- Eparchia dell'Africa meridionale

## Chiese autonome
Si distinguono due tipologie di Chiese autonome.

### Chiese autogovernate
Sono 5 le Chiese autogovernate (in russo Самоуправляемые Церкви?) del patriarcato di Mosca.
- Chiesa ortodossa moldava[77]
  - Eparchia di Chișinău
  - Eparchia di Cahul
  - Eparchia di Ungheni
  - Eparchia di Bălți
  - Eparchia di Tiraspol
  - Eparchia di Edineț
  - Eparchia di Soroca
- Chiesa ortodossa lettone[78]
  - Eparchia di Daugavpils
  - Eparchia di Riga
- Chiesa ortodossa estone (Patriarcato di Mosca)[79]
  - Eparchia di Tallinn
  - Eparchia di Narva
- Chiesa ortodossa russa fuori dalla Russia[80]
  - Eparchia dell'America orientale e di New York
  - Eparchia di Berlino e della Germania
  - Eparchia di Londra e dell'Europa occidentale
  - Eparchia di Montreal e del Canada
  - Eparchia di San Francisco e dell'America Occidentale
  - Eparchia di Sydney e di Australia-Nuova Zelanda
  - Eparchia di Chicago e dell'America centrale
  - Eparchia del Sudamerica
- Chiesa ortodossa ucraina (Patriarcato di Mosca)[81]

### Chiese autonome
Due sono le Chiese autonome (in russo Автономные Церкви?):
- Chiesa ortodossa autonoma cinese
- Chiesa ortodossa autonoma giapponese